# Jean-François Delcamp
Jean-François Delcamp (* 16. Oktober 1956 in Nizza) ist ein französischer Komponist, Gitarrist und Herausgeber klassischer Gitarrenliteratur.

## Leben
Jean-François Delcamp begann im Alter von 9 Jahren mit dem Gitarrespiel und wurde von Berthie Compostel, Alberto Ponce und Alexandre Lagoya ausgebildet. Er gewann mehrere internationale Gitarrenwettbewerbe und trat öffentlich als klassischer Gitarrist, aber auch mit einer Progressive-Rock-Band sowie in Improvisations- und Jazz-Konzerten auf. Außerdem betätigte sich Delcamp als Radiomoderator und Initiator einer Musikmesse. Seit 1981 ist er Professor für Gitarre am Conservatoire de Musique, de Danse et d’Art Dramatique de Brest métropole océane in Brest.

## Wirken
Weitere Bekanntheit erreichte Delcamp durch seine zahlreichen Ausgaben klassischer Gitarrenliteratur. Diese kostenlosen Ausgaben enthalten einerseits Übungsstücke verschiedener Komponisten in zehn Schwierigkeitsstufen (zwei weitere sind angekündigt), andererseits Werkausgaben klassischer Komponisten wie Francisco Tárrega, Miguel Llobet (seit Ablauf des Urheberrechts am 1. Januar 2009) und vieler anderer. Die Zugänglichkeit der Ausgaben ist verknüpft mit der aktiven Beteiligung an den ebenfalls von Delcamp seit 2001 initiierten Internetforen: Eine bestimmte Zahl von Diskussionsbeiträgen ist erforderlich, um einen erweiterten Zugang zu den Ausgaben zu erhalten. Es existieren Foren in französischer, italienischer, englischer und spanischer Sprache.

## Auswahl der Gitarrenwerke von Jean-François Delcamp
- Viviane, Op. 1
- Trois jours, Op. 2 : Dimanche, Lundi, Mardi.
- Deux tangos, Op. 3
- Deux préludes, Op. 4
- Impromptu, Op. 5
- Rue des trois frères, Op. 6 : Rue des Trois Frères, Vieux réveil, Paquet de cigarettes vide, La boutique du magicien distrait.
- Deux pièces tendres, Op. 7 : Petit rondo, Chanson de Moky et Poupy.
- Papier recyclé et fugue, Op. 8
- Pendant la nuit, Op. 9 : Tiento de Saturne, Le rêve d'une lampe de chevet, La voiture tombe en panne.
- Réels et imaginaires, Op. 10 : Le caméléon en retard, La girafe a reçu du courrier, Danse des ptérodactyles, Picking du concombre de mer, Danseurs-visages, Prélude court, L'albatros rêve dans le ciel, Valse des mésanges, Dans les ramures, Wild panda.
- Suite des masques, Op. 11
- Sous le règne du Do, Op. 12 : Villanesca, La plage de la rue des Pétrels, Chanson du cédrat, Saltarelle du 1er novembre.
- Milonga d'octobre, Op. 13
- Deux pièces brèves, Op. 14 : Danse dédiée à John Montes, Les petits pas du canard content.
- In memoriam Daniel Friederich, Op. 15
- Feunteun-Aod, Op. 16
- Reflets changeants, Op. 17
- Deux études vénéneuses, Op. 18
- Huit valses, Op. 19 : Valse polyglotte, Valse du Guelmeur, Valse de la rue Poullaouec, Valse de la rue Maleyssie, Valse des souris grises, Passé le col du Somport, Valse en Do majeur, Valse berceuse.
- Respirations, Op. 20 : Eleições, Îles de Glénan, Trois et deux.
- Suite Brestoise, Op. 21 : Roches – Gwerz – Arc-en-ciel – Gigue – Saltarelle.
- Happy birthday with guitar, Op. 22 : Prélude – Danse – Valse sans refrain – Berceuse – Postlude.
- Quatre pièces, Op. 23 : Isabelle – Le dernier jour de l'année – Choro de travers – Milonga d'hiver.
- Prélude n°7, Op. 24

## Diskographie
- Un regard sur la guitare. Lynx Optique, 1990.
- Taxi de nuit 1. Centre de Création Musicale de Brest, 1991
- Les instruments de musique. Buissonnières, 1993
- Visions. Lynx Optique, 1993
- Merlin. Musea, 1994
- Quatuor Opus 29  1998